# Нуртаев, Сергей Нуртаевич
Сергей Нуртаевич Нуртаев (каз. Сергей Нұртаев, род. 6 ноября 1974; Алма-ата, Казахская ССР) — казахстанский дипломат, кандидат экономических наук (2011).

### Биография
Сергей Нуртаев родился 6 ноября 1974 года в г. Алматы, Казахстан
В 1998 году окончил юридический факультет КазГУ им. аль-Фараби по специальности «Юриспруденция»
В 2007 году с отличием окончил Российскую академию государственной службы при Президенте РФ по специальности «Государственное и муниципальное управление». Специализация «Финансы, налоги, кредит»
В 2011 году защитил учёную степень кандидата экономических наук, тема диссертации: «Финансовый потенциал инвестирования модернизации экономик России и Казахстана в условиях интеграции стран ЕврАзЭс»
Имеет дипломатический ранг Чрезвычайного и Полномочного Посланника І класса (2019 г.)
Владеет русским и английским языками

### Трудовая деятельность
С 1998—2002 — Советник Совета директоров компании по управлению пенсионными активами «Жетысу» (г. Алматы)
2002 — Третий секретарь Посольства РК в Соединенном Королевстве Великобритании и Северной Ирландии
С 2002—2004 — Консул РК в г. Абердин (Шотландия)
С 2004—2007 — Генеральный консул РК в г. Санкт-Петербург
С 2007—07.2009 — Временный поверенный в делах РК в Греческой Республике (г. Афины)
С 07.2009—09.2015 — Чрезвычайный и Полномочный Посол РК в Греческой Республике (г. Афины)
С 09.2015 — Чрезвычайный и Полномочный Посол Республики Казахстан в Итальянской Республике (г. Рим)
С 02.2017 —12.02.2021 — Чрезвычайный и Полномочный Посол Республики Казахстан в Республике Мальта, Республике Сан-Марино по совместительству
С 02.2021 — 09.2024 Чрезвычайный и Полномочный Посол Республики Казахстан в Королевстве Швеция
С 01.2022 — 09.2024 Чрезвычайный и Полномочный Посол Республики Казахстан в Королевстве Дания по совместительству

### Награды
2010 — Благодарность Президента РК
2018 — Награда «Азаматтық қорғау жүйесін дамытуға қосқан үлесі үшін»
2019 — Благодарность Президента РК

### Государственные юбилейные медали
2001 — Медаль «Қазақстан Республикасының Конституциясына 10 жыл»
2006 — Медаль «Қазақстан Республикасының Парламентіне 10 жыл»
2008 — Медаль «10 жыл Астана»
2011 — Медаль «Қазақстан Республикасының Сыртқы барлау қызметіне 20 жыл»
2011 — Медаль «20 лет независимости Республики Казахстан»
2016 — Медаль «25 лет независимости Республики Казахстан»
2017 — Медаль «Қазақстан Республикасының дипломатиялық қызметіне 25 жыл»
2018 — Медаль «Астана 20 жыл»
2021 — Медаль «30 лет независимости Республики Казахстан»
2011 — Медаль «Ерең еңбегі үшін»
2020 — Орден «Құрмет»
2021  — Grande Ufficiale dell'Ordine della Stella d'Italia (già Stella della solidarietà italiana)
Награждён ведомственными грамотами и благодарственными письмами

### Семья
Отец: Абыкаев Нуртай Абыкаевич — государственный политический деятель Казахстана, Председатель Комитета национальной безопасности Республики Казахстан (2010—2015 гг.)
Мать: Абыкаева Рима Филипповна
Жена: Нуртаева Екатерина Сергеевна
Дети: Имеет трех сыновей — Тимур (1998 г.р.), Федор (2007 г.р.), Виктор (2012 г.р.) и дочь — Тамилла (2008 г.р.)

### Хобби
Сергей Нуртаев увлекается гольфом и плаванием

### Примечание
1. https://online.zakon.kz/Document/?doc_id=39527812#pos=1;-75)%E2%86%91 Архивная копия от 24 февраля 2017 на Wayback Machine
2. https://www.gov.kz/memleket/entities/mfa-ru Архивная копия от 11 октября 2020 на Wayback Machine
3. https://www.gov.kz/memleket/entities/mfa/press/news/details/175881?lang=ru Архивная копия от 4 июня 2021 на Wayback Machine
4. https://kapital.kz/naznacheniya/93389/naznacheny-posly-kazakhstana-v-armenii-shvetsii-i-brazilii.html Архивная копия от 4 июня 2021 на Wayback Machine
5. https://tengrinews.kz/kazakhstan_news/tokaev-naznachil-nurtaeva-poslom-v-shvetsii-428789/ Архивная копия от 4 марта 2021 на Wayback Machine